# Sägebockstellung
Als Sägebockstellung bezeichnet man in der Veterinärmedizin eine krankhafte Körper- und Gliedmaßenhaltung. Dabei stellt das Tier die Beine schräg von sich weg, ähnlich dem Turngerät „Pferd“ oder einem Sägebock zum Ablängen von Holzscheiten. Die Sägebockstellung ist ein typisches Symptom bei Wundstarrkrampf, bei dem es durch das Tetanospasmin zu einem Krampf der Skelettmuskulatur kommt.